# Pandèmia de COVID-19 a Somàlia
La propagació de la pandèmia per coronavirus de 2019-2020 a Somàlia es va detectar el 16 de març de 2020 arran del cas d'un estudiant somali que tornava de la Xina.
El 8 d'abril, es tingué notícia de la primera víctima mortal somàlia, un home de 59 anys.
En data del 19 d'abril, el país comptava 164 casos de persones infectades i 7 víctimes mortals.

## Cronologia
Abans de tenir casos declarats de coronavirus, el 15 de març, el govern somali va negar l'accés al país als passatgers que havien anat a la Xina, l'Iran, Itàlia, o Corea del Sud durant els 14 darrers dies abans d'arribat a Somàlia. En aquell moment el govern havia posat en quarantena quatre persones.
La presència d'una primera infecció per Covid-19 es conegué el 16 de març del 2020 amb el cas confirmat d'un estudiant somali que havia tornat recentment de la Xina.
El 26 de març el ministre de Salut somali informà d'un segon cas confirmat.
El 27 de març es tingué notícia d'un tercer cas de persona contaminada a l'Aeroport Internacional Aden Abdulle, un proveïdor de les Nacions Unides.
El dia 31 es van afegir dos casos addicionals al total d'infectats, arribant així a 5 persones.
El 8 d'abril, el govern va anunciar la primera víctima mortal del Covid-19, un home de 59 anys.

## Dades estadístiques
Evolució del nombre de persones infectades amb COVID-19 a Somàlia
Evolució del nombre de víctimes mortals a Somàlia